# Abdilasz Maldibajev
Abdilasz Maldibajev (kirgizül Абдылас Малдыбаев; 1906. július 7. – Kara Bulak, Batken megye 1978. május 31.) az egyik első kirgiz zeneszerző, énekes (tenor).

## Művei
Drámák megzenésítésével foglalkozott, ő írta az első kirgiz operát, az Ajcsürököt, amelyet a biskeki Opera a mai napig rendszeresen programjára tűz. További művei között található az Adzsal Orduná, az Altin-Kiz, a Toktogul és a Manasz, a kirgiz nemzeti főeposz feldolgozása. Szakmai karrierje során több mint 400 dalt komponált, és kb. 200 hagyományos dallamot hangszerelt.

## Ábrázolásai
Maldibajev jelenik meg az egy szomos bankjegy első oldalán. A bankjegy hátoldalán a biskeki Filharmónia épülete látható (hivatalosan: Toktogul Szatilganov Kirgiz Hangversenyterem), előtte Manasz, Akkula nevű „varázslován”, valamint a 20. századi manaszcsik vörös gránitszobrai.

## Komuz
A legtöbb szobor kezében a komuz, a tradicionális kirgiz hangszer látható. A komuz húros hangszer, két vagy három húrral, amelyeket szükség szerint pengetni, vagy hegedűként, vonóval rezegtetni is lehetett.